# Nature Immunology
Nature Immunology — медицинский научный журнал, издаваемый Nature Publishing Group с 2000 года, посвящённый иммунологии.
В 2012 году журнал обладал импакт-фактором 26,199, что является третьим по величине значением для журналов, в которых обсуждаются проблемы иммунологии, и первым для журналов, где публикуются оригинальные исследовательские работы в этой области.

## О журнале
Журнал публикует статьи, посвящённые последним достижениям в области иммунологии. Основные направления исследований, представленные в журнале, включают в себя:
- Врождённый иммунитет
- Развитие
- Иммунные рецепторы, сигнализация и апоптоз
- Антигены
- Регуляция и рекомбинация генов
- Клеточный и системный иммунитет
- Вакцины
- Иммунная толерантность
- Аутоиммунитет и раковая иммунология
- Микробная иммунопатология
- Пересадка органов